# Jakov Milatović
Jakov Milatović (Titogrado, 7 de diciembre de 1986) es un político y economista montenegrino, actual Presidente de Montenegro desde mayo de 2023. Anteriormente se desempeñó como ministro de Economía y Desarrollo Económico de 2020 a 2022 durante el mandato de Zdravko Krivokapić.

## Primeros años
Milatović nació en Titogrado (ahora Podgorica), en la República Socialista de Montenegro, Yugoslavia, donde se graduó de la escuela primaria y secundaria Gimnasio "Slobodan Škerović". Completó sus estudios de pregrado en el campo de la economía en la Facultad de Economía de la Universidad de Montenegro. Pasó un año académico en la Universidad Estatal de Illinois; un semestre en la Universidad de Economía y Negocios de Viena (WU Wien) como miembro del Gobierno de Austria; un año académico en la Universidad de Roma La Sapienza.
Milatović completó su maestría en economía (MPhil in Economics) en la Universidad de Oxford. Fue beneficiado de la Beca Chevening del gobierno británico. También fue becario de la Fundación Konrad Adenauer. Milatović habla inglés con fluidez, habla italiano y español.

## Carrera laboral
Milatović trabajó en NLB Group Podgorica y Deutsche Bank, Fráncfort del Meno. En 2014 se incorporó al Banco Europeo para la Reconstrucción y el Desarrollo en el equipo de análisis económico y político. En 2019 fue ascendido a economista principal para los países de la UE, incluidos Rumanía, Bulgaria, Croacia y Eslovenia, y trabajó en la oficina del Banco en Bucarest.
Ha publicado varios artículos y es coautor de dos libros.

## Carrera política
Se desempeñó como Ministro de Economía y Desarrollo Económico en el Gabinete de Krivokapić del 4 de diciembre de 2020 al 28 de abril de 2022. Durante su mandato, Milatović y el ministro de finanzas, Milojko Spajić, presentaron e implementaron el controvertido programa de reforma económica "Ahora Europa".
En 2022, Milatović y Spajić fundaron el partido político ¡Europa Ahora! que participó en las elecciones locales de 2022. Milatović encabezó la lista electoral de organizaciones en Podgorica como su candidato a alcalde.
En marzo de 2023, Milatović se postuló como candidato de ¡Europa Ahora! en las elecciones presidenciales de Montenegro de 2023.